# Natură statică cu piersici și pere
Natură statică cu piersici și pere sau Natură statică cu zaharniță este o pictură în ulei pe pânză din 1888-1890 a pictorului francez Paul Cézanne, aflată în prezent la Muzeul Pușkin din Moscova. Este similară cu o altă natură statică a artistului, care se află în prezent la Muzeul Național de Artă, Arhitectură și Design din Oslo, Norvegia.
A fost cumpărată de la Ambroise Vollard în 1912 de către Ivan Morozov, ale cărui colecții au fost confiscate de statul sovietic în primăvara anului 1918, fiind apoi mutată la Muzeul de Stat de Artă Modernă Occidentală, unde a rămas până la închiderea acestuia, în 1948, când a fost mutată la Muzeul Pușkin, unde a rămas. A apărut în expoziții temporare în 1926 și 1955 la Moscova, în 1936 la Musée de l'Orangerie din Paris, și în 1956 la Leningrad.